# Phil Leotardo
Philip « Phil » Leotardo, interprété par Frank Vincent, est un personnage fictif de la série télévisée d'HBO Les Soprano. Il apparait dans la saison 5 où il est libéré après 20 ans de prison. À l'origine il est capitaine ou capo dans la famille Lupertazzi. Puis, à la mort de Carmine Lupertazzi, à la suite de l'emprisonnement et mort du successeur de ce dernier, Johnny Sack et une brève lutte de pouvoir interne avec Faustino Santoro dit "Doc", il devient le parrain de la Famille de New York. Son incapacité à pardonner la mort de son frère des mains du cousin de Tony, Tony Blundetto, même après le meurtre de ce dernier effectué par Tony, constitue l'une des trames narratives centrales de la série, Leotardo ayant pour objectif de tuer Tony et de paralyser toute son organisation pour venger la mort de son frère. Phil est marié à Patty Leotardo et un cousin au second degrés de Mari Spatafore. Phil a une forte ressemblance avec le dernier Shah d'Iran, Reza Pahlavi, menant Tony Soprano et les autres membres de la famille DiMeo à le surnommer le "Shah". Il habite à Kensington, à Brooklyn. Leotardo révèle durant la saison six que lorsque son grand-père a immigré de Sicile, l'administration d'Ellis Island a changé son nom de Leonardo en Leotardo et qu'il serait un descendant de Leonard de Vinci.  
Son père s'appelait Francis, ainsi que son petit-fils. Il dit à Nancy Sinatra qu'il était à Las Vegas, dans le Nevada, et qu'il a vu son père, Frank Sinatra, aider à raviver l'amitié entre Dean Martin et Jerry Lewis au Téléthon de la fête du travail de la MDA de Jerry Lewis en 1976 dans un casino de Las Vegas .

## Biographie
Né le 11 avril 1941, il est un membre important et un caporegime de longue date de la famille Lupertazzi. Phil est un des "affranchis" qui est envoyé en prison durant "l'effondrement de la mafia dans les années 1980" et après avoir effectué 20 ans en détention, il est relâché dans ce qui est surnommé comme "la classe de 2004" au début de la saison 5. Phil a toujours bien effectué son travail avec un total de 27 assassinats à son actif. Une fois qu'il est relâché de prison, il rejoint rapidement la famille Lupertazzi de Brooklyn à New-York. 
Phil avait un pourcentage dans un circuit de voitures miniatures avec comme associés Johnny Soprano et Hesh Rabkin. Quand Tony Soprano apprend  que Hesh a gardé la part de Johnny pour lui-même au lieu de la donner à la maîtresse de Johnny, Fran Felstein. Il demande à Johnny Sack un entretien pour clarifier la situation. Tony demande que Phil paye 25% sur sa part. Phil estime que cela avoisine autour de 40 000 $. Phil se met en colère contre Tony en disant qu'il "a des couilles, ce petit", Feech La Manna le considère lui-aussi comme un gamin. Bien que Johnny Sack et Silvio tentent de calmer la situation, Tony se met lui aussi en colère et répond à Phil que "ce ne sont pas les années 1970 et que je ne suis pas un enfant", il exige le paiement sous cinq jours et quitte la table des négociations. Johnny Sack reproche à Phil de manquer de respect à Tony et lui rappelle que "Tony est parrain". Phil lui rétorque, tout comme Carmine Lupertazzi , il ne considére pas la famille DiMeo comme une vraie famille de la mafia et que, par conséquent, il ne considère pas leur chef comme un parrain. À la sortie de la réunion, Phil et Tony se prennent en chasse en voiture l'un l'autre.  Phil tente d'éviter Tony, il est forcé de quitter la route, s'écrase contre un camion garé et se blesse au cou. Il doit porter une minerve pour les prochaines semaines. Tony décide d'indemniser Phil en faisant réparer sa voiture au Body Shop des frères Bonpensiero, tenu par la femme de Pussy Bonpensiero. Phil, de mauvaise foi, fait en sorte de faire gonfler le devis des réparations.
Suivant la mort de Carmine Sr, une lutte fratricide s'engage entre deux factions. D'un côté, celle menait par le sous-boss de Carmine, Johnny Sack, tandis que l'autre est mené par le seul fils de Carmine et caporegime de Miami "Little Carmine" Luppertazzi, bien que dans les faits, elle est dirigée en sous-main par le consigliere Angelo Garepe et le caporegime Rusty Millio. "Little Carmine" est une sorte de pantin entre leurs mains. C'est lui, avec l'aide de son frère, qui assassinera Garepe après le meurtre de "Joey Peeps". Cette assassinat entraînera ainsi la mort de son frère aux mains d'un ami de Garepe, Tony Blundetto, cousin de Tony Soprano. 
Caché avec sa femme et ses deux petits-enfants, il fut tué d'une balle dans la tête dans une station service, à la suite d'un accord passé entre sa propre équipe et Tony Soprano, permettant ainsi la fin de la guerre entre les deux familles.